# سیارک ۱۵۶۷۶

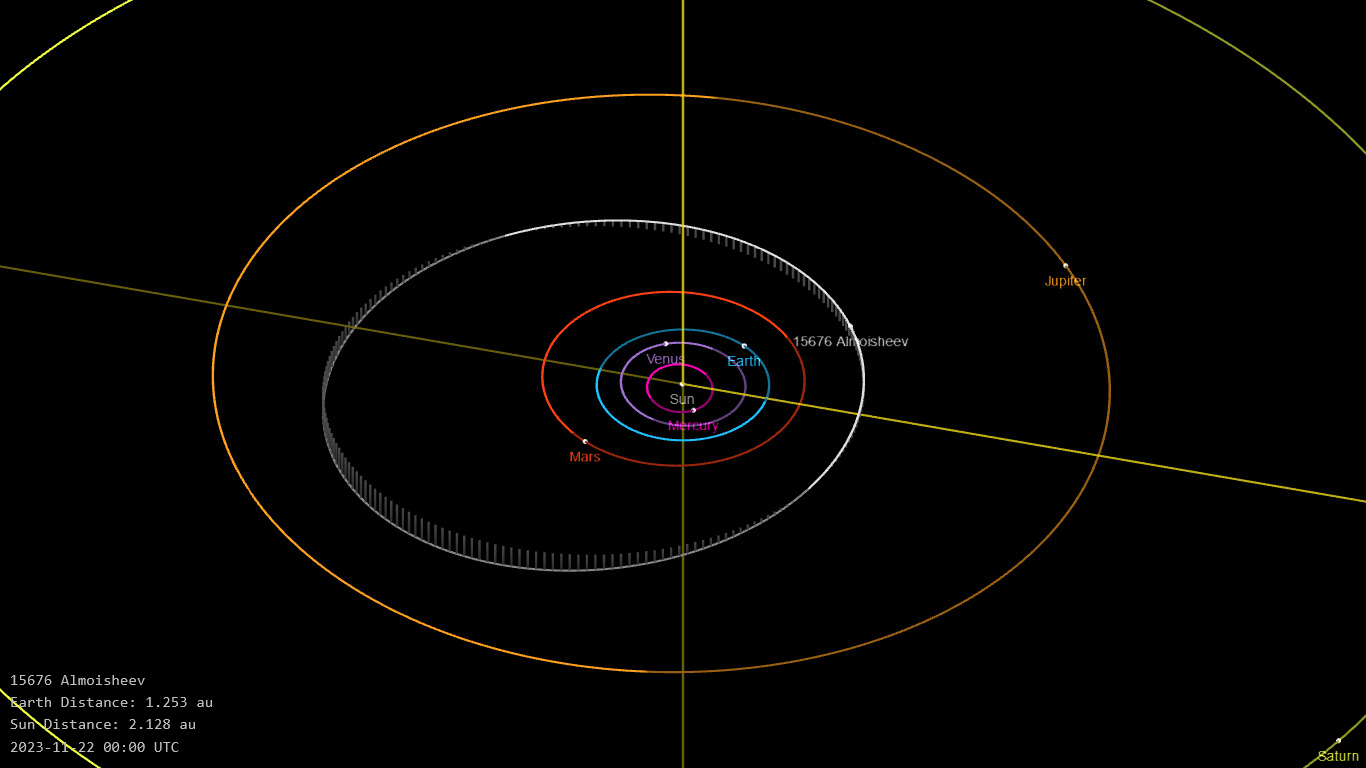
نمایی از محل قرارگیری سیارک ۱۵۶۷۶ در مدار – ۲۰۲۳

سیارک ۱۵۶۷۶ (به انگلیسی: 15676 Almoisheev، نامگذاری:1978TQ5) پانزده هزار و ششصد و هفتاد و ششمین سیارک کشف شده‌است که در ۸ اکتبر ۱۹۷۸ کشف شد.
قدر مطلق سیارک برابر ۲۹.۵ است.